# 1796 dans le catholicisme
Chronologie du catholicisme
- 1792
- 1793
- 1794
- 1795
- 1796
- 1797
- 1798
- 1799
- 1800

Cet article présente les faits marquants de l'année 1796 dans le catholicisme.

## Naissances
- 19 janvier : Gaspare Grasselini, cardinal italien de la Curie († 16 septembre 1875)
- 20 janvier : Césaire Mathieu, cardinal français, archevêque de Besançon († 9 juillet 1875)
- 29 janvier : Peter Joseph Elvenich, théologien allemand († 16 juin 1886)
- 5 février : Johannes von Geissel, cardinal allemand, archevêque de Cologne († 8 septembre 1864)
- 7 février : Marie-Françoise Perroton, religieuse et missionnaire française († 10 août 1873)
- 17 février : Louis Eugène Marie Bautain, prêtre, philosophe, théologien et médecin français († 15 octobre 1867)
- 18 février : Vincenzo Santucci, cardinal italien de la Curie († 19 août 1861)
- 22 février : Alexis Bachelot, prêtre et missionnaire français, premier préfet apostolique des îles Sandwich († 5 décembre 1837)
- 24 février : Charles-Thomas Thibault, prélat français, évêque de Montpellier († 4 mai 1861)
- 26 février : Prosper Guerrier de Dumast, aristocrate et auteur français, figure du catholicisme libéral († 26 janvier 1883)
- 4 mars : Casimir de Scorbiac, prêtre, aumônier et éducateur français († 1er octobre 1846)
- 6 mars : Jean-Irénée Depéry, prélat français, évêque de Gap († 9 décembre 1861)
- 8 mars : Jean-Joseph-Marie-Eugène de Jerphanion, prélat français, archevêque d'Albi († 20 novembre 1864)
- 16 mars : Fidèle Sutter, prélat capucin et missionnaire italien, premier vicaire apostolique de Tunis et évêque titulaire de Rosalia (de) puis d'Ancyre (de) († 30 août 1883)
- 23 mars : Saint Laurent Imbert, prélat et missionnaire français, vicaire apostolique de Corée et évêque titulaire de Capse (de), martyr († 21 septembre 1839)
- 17 avril : 
  - Dominique-Augustin Dufêtre, prélat français, évêque de Nevers († 6 novembre 1860)
  - Joseph Micèu, prêtre, linguiste et grammairien français († 14 juin 1877)
- 6 mai : Johann Adam Möhler, prêtre, historien et théologien allemand († 12 avril 1838)
- 20 mai : Clément Bonnand, prélat et missionnaire français, vicaire apostolique de Pondichéry et évêque titulaire de Drusipara († 21 mars 1861)
- 1er juin : François Victor Rivet, prélat français, évêque de Dijon († 12 juillet 1884)
- 20 juin : Luigi Amat di San Filippo e Sorso, cardinal italien de la Curie, précédemment diplomate du Saint-Siège et archevêque titulaire de Nicée († 30 mars 1878)
- 23 juin : Marie Léonarde Ranixe, religieuse italienne, fondatrice des Clarisses de la Sainte Annonciation, vénérable († 24 mai 1875)
- 26 juin : Joseph-Vincent Quiblier, prêtre et enseignant franco-québécois († 12 septembre 1852)
- 5 juillet : Aloysius Bourgois, religieux belge, supérieur général des Frères de la charité de Gand († 25 novembre 1874)
- 31 juillet : Sainte Marie-Euphrasie Pelletier, religieuse française, fondatrice de la Congrégation de Notre-Dame de Charité du Bon Pasteur († 24 avril 1868)
- 24 août : Patrick McMahon, prêtre irlando-canadien († 3 octobre 1851)
- 18 septembre : Gaspard Deguerry, prêtre français, victime de la Commune de Paris († 24 mai 1871)
- 12 octobre : Pierre Corneille Van Géel, prêtre et botaniste néerlandais († 15 mars 1837)
- 3 novembre : Guillaume-Élisée Martial, prélat français, évêque de Saint-Brieuc et Tréguier († 26 décembre 1861)
- 25 novembre : Bernard Buissas, prélat français, évêque de Limoges († 24 décembre 1856)
- 3 décembre : Francis Patrick Kenrick, prélat et missionnaire irlandais, archevêque de Baltimore († 8 juillet 1863)
- 9 décembre : Domenico Lucciardi, cardinal italien, archevêque-évêque de Senigalli († 31 mars 1864)
- Date précise inconnue : 
  - Saint Paul Ho Hyob, soldat et laïc coréen, martyr († vers le 30 janvier 1840)
  - Saint Ignace Kim Che-jun, laïc coréen, martyr († 26 septembre 1839)
  - Sainte Madeleine Pak Pong-son, laïque coréenne, martyr († 26 septembre 1839)

## Décès
- 5 janvier : Claude Jacquemard, prêtre réfractaire et homme politique français (° 1er avril 1739)
- 23 janvier : Guillaume Hanser, religieux prémontré, compositeur et organiste allemand (° 12 septembre 1738)
- 27 janvier : Francesco Maria Banditi, cardinal italien, archevêque de Bénévent (° 8 septembre 1706)
- 9 février : Barthélemy-Jean-Baptiste Sanadon, prélat français, évêque constitutionnel des Basses-Pyrénées (° 5 février 1729)
- 26 février : François Le Brun, prêtre et homme politique français (° date inconnue)
- 3 mars : Bienheureux Pierre-René Rogue, prêtre français, martyr (° 11 juin 1758)
- 6 mars : Guillaume-Thomas Raynal, prêtre, historien et écrivain français (° 12 avril 1713)
- 17 mars : Jean-Jacques Poupart, prêtre français, confesseur de Louis XVI (° 1726)
- 19 mars : Vincent Poupard, prêtre, historien et homme politique français (° 1er janvier 1729)
- 24 mars : Antonio Caballero y Góngora, prélat et homme d'État espagnol, archevêque-évêque de Cordoue (° 23 mai 1723)
- 30 mars : Nicola Colonna di Stigliano, cardinal italien, diplomate du Saint-Siège et archevêque titulaire de Sébaste (de) (° 5 juillet 1730)
- 12 avril : Luce Joseph Hooke, prêtre, bibliothécaire et théologien irlandais (° 1714)
- 28 avril : Angelo Maria Durini, cardinal italien, diplomate du Saint-Siège et archevêque titulaire d'Ancyre (de) (° 29 mai 1725)
- 1er mai : Alexandre Guy Pingré, prêtre, astronome et géographe français (° 4 septembre 1711)
- 6 mai : Jean de La Croix de Castries, prélat français, dernier évêque de Vabres (° 5 février 1716)
- 9 mai : Beda Angehrn, religieux bénédictin suisse, prince-abbé de Saint-Gall (° 7 décembre 1725)
- 10 mai : Martial de Savignac, prêtre réfractaire et contre-révolutionnaire français (° 23 février 1758)
- 14 mai : Gabriel Deville, prélat français, évêque constitutionnel des Pyrénées-Orientales (° 7 mai 1751)
- 16 mai : Vittorio Maria Baldassare Gaetano Costa d'Arignano, cardinal italien, archevêque de Turin (° 10 mars 1737)
- 26 mai : Nicolas Joseph Loëdon de Keromen, prêtre réfractaire et homme politique français (° 29 octobre 1735)
- 21 juin : Louis-Jérôme de Suffren, prélat français, évêque de Nevers (° 28 juin 1721)
- 2 juillet : Jan Krzysztof Kluk, prêtre et naturaliste polonais (° 13 septembre 1739)
- 6 juillet : Adam Naruszewicz, prélat français, évêque de Loutsk (° 20 octobre 1733)
- 7 juillet : Antoine-Henri de Bérault-Bercastel, prêtre, historien et poète français (° 20 novembre 1722)
- 20 août : Georges de Marsay, prêtre et homme politique français (° 26 avril 1743)
- 25 août : Charles-Joseph Compans de Brichanteau, prélat italien, évêque de Maurienne (° 13 décembre 1737)
- 20 septembre : Hugues-François de Regnauld de Bellescize, prélat français, évêque de Saint-Brieuc (° 6 mai 1732)
- 7 octobre : Thomas Johann von Thun und Hohenstein, prélat allemand, évêque de Passau (° 16 mai 1737)
- 9 octobre : Marc-Antoine Huguet, prélat, révolutionnaire et homme politique français, évêque constitutionnel de la Creuse (° 27 mars 1757)
- 11 octobre : Martin Hody, prêtre et missionnaire français, supérieur général des Missions étrangères de Paris (° 12 juillet 1714)
- 16 octobre : Antoine-Joseph Pernety, religieux bénédictin défroqué, alchimiste et écrivain français (° 23 février 1716)
- 18 octobre : Albert Louis de Lichtervelde, prélat belge, évêque de Namur (° 16 août 1715)
- 11 novembre : Giambattista Vasco, religieux dominicain et économiste italien (° 10 octobre 1733)
- 12 novembre : Nicolò Antonio Giustiniani, prélat et érudit italien, évêque de Padoue (° 21 juin 1712)
- 22 novembre : Alexandre-Joseph-Alexis de Bruyère de Chalabre, prélat français, dernier évêque de Saint-Omer (° 16 juillet 1735)
- 25 décembre : Jacques-Bernardin Colaud de La Salcette, prêtre et homme politique français (° 22 décembre 1733)